# 김태영 (1961년)
김태영(1961년 2월 25일 ~ )은 대한민국의 배우이다.
1979년 연극배우로 첫 데뷔를 하였다.

## 학력
- 1984년 ~ 1987년 유한공업전문대학 전자계산학과 전문학사(1987년 2월)
- 2008년 ~ 2010년 일본 고쿠시칸 대학교 아시아학과 학사(2010년 3월)

## 경력
- KBS 탤런트 극회원
- KBS 탤런트 23대, 24대 노조대의원(선출직)
- 과천예총 부회장
- 과천예총 연극협회 회장
- 과천시 발전 자문위원(문광위)
- 과천시 교통발전 심의위원

## 출연작

### TV 드라마
- 1998년 SBS  《삼김시대》 - 의사/중앙정보부 요원 역
- 1998년 SBS 《LA 아리랑》 ... 목소리 출연
- 1998년 SBS 《순풍 산부인과》
- 2001년 ITV 《립스틱》
- 2001년 코미디TV 《란제리》
- 2001년 MBC 《상도》 - 의주목사 역
- 2002년 SBS 《야인시대》 첫 투입
- 2002년 MBC 《삼총사》
- 2003년 SBS 《야인시대》 이규갑 역 마지막 다시 투입
- 2003년 KBS 《그녀는 짱》
- 2004년 SBS 《발리에서 생긴 일》 - '팍스랜드' 발리 공장 사장 역
- 2004년 KBS2 《낭랑 18세》 - 재판장 역
- 2004년 SBS 《햇빛 쏟아지다》
- 2004년 SBS 《파리의 연인》 - 바이어 역
- 2004년 EBS 《명동백작》 - 의사 역
- 2004년 KBS 《불멸의 이순신》 - 이여송 역
- 2004년 SBS 《장길산》
- 2004년~2005년 MBC 《왕꽃 선녀님》 - 대학교수 역
- 2004년 KBS2 《두번째 프러포즈》
- 2004년 KBS2 《해신》 - 정화의 귀족 역
- 2004년 MBC 《한강수타령》
- 2004년 MBC 《영웅시대》 마지막 첫 투입
- 2004년 KBS 《미안하다, 사랑한다》 - 최윤의 주치의 역
- 2005년 EBS 《지금도 마로니에는》 - 의사 역
- 2005년 KBS2 《쾌걸춘향》 - 행사 관계자 역
- 2005년 SBS 《귀엽거나 미치거나》
- 2005년 SBS 《그린 로즈》
- 2005년 MBC 《제5공화국》
- 2005년 KBS 《부활》 - 목사 역
- 2005년 MBC 《자매 바다》
- 2005년 KBS 《장밋빛 인생》
- 2005년 SBS 《서동요》
- 2005년 SBS 《사랑은 기적이 필요해》
- 2005년 MBC 《신돈》 - 김사석 역
- 2005년 KBS 《별난여자 별난남자》
- 2005년 MBC 《결혼합시다》
- 2006년 KBS 《인생이여 고마워요》
- 2006년 KBS 《서울 1945》 - 의사 갓스트라 역
- 2006년 SBS 《불량 가족》
- 2006년 MBC 《불꽃놀이》
- 2006년 KBS 《웃는 얼굴로 돌아보라》
- 2006년 MBC 《이제 사랑은 끝났다》
- 2006년 SBS 《101번째 프로포즈》
- 2006년 SBS 《천국보다 낯선》
- 2006년 MBC 《발칙한 여자들》
- 2006년 SBS 《내 사랑 못난이》
- 2006년 SBS 《돌아와요 순애씨》
- 2006년 SBS 《무적의 낙하산 요원》
- 2006년 SBS 《마이 러브》
- 2006년 SBS 《연인》
- 2006년 SBS 《연개소문》 - 왕빈의 하인 역
- 2006년 MBC 《환상의 커플》 - 의사 역
- 2006년 MBC 《90일, 사랑할 시간》
- 2006년 MBC 《주몽》
- 2007년 SBS 《외과의사 봉달희》 - 의사 역
- 2007년 MBC 《나쁜여자 착한여자》
- 2007년 MBC 《에어시티》
- 2007년 KBS 《행복한 여자》
- 2007년 SBS 《강남엄마 따라잡기》
- 2007년 KBS 《못된 사랑》
- 2007년 MBC 《뉴 하트》 - 부원장 역
- 2007년 SBS 《미워도 좋아》
- 2008년 KBS 《대왕세종》 - 일본 상인 역
- 2008년 SBS 《온에어》 - 의사 역
- 2008년 MBC 《대한민국 변호사》
- 2009년 SBS 《두 아내》 - 의사 역
- 2009년 KBS 《열혈 장사꾼》
- 2009년 KBS 《천하무적 이평강》
- 2009년 SBS 《망설이지마》
- 2009년 KBS 《수상한 삼형제》
- 2010년 KBS 《공부의 신》
- 2010년 KBS 《명가》
- 2010년 SBS 《산부인과》 - 한국병원 직원 역
- 2010년 MBC 《동이》 - 영감 역
- 2010년 SBS 《자이언트》 - 경안방직 간부 역
- 2010년 KBS 《제빵왕 김탁구》 - 거성기업 임원 역
- 2010년 SBS 《검사 프린세스》 - 재판장 역
- 2010년 KBS 《웃어라 동해야》 - 김준의 친구 역
- 2010년 KBS 《구미호: 여우누이뎐》
- 2010년 SBS 《세 자매》
- 2010년 SBS 《대물》
- 2011년 SBS 《싸인》
- 2011년 MBC 《반짝반짝 빛나는》 - 고은혜에게 돈빌리러 온 남자 역
- 2011년 SBS 《마이더스》
- 2011년 MBC 《내 마음이 들리니》 - 김 박사 역
- 2011년 SBS 《내게 거짓말을 해봐》 - 선정위원 역
- 2011년 SBS 《시티헌터》 - 은행장 역
- 2011년 tvN 《로맨스가 필요해》 - 선우인영의 뺨을 때린 남자 역
- 2011년 SBS 《보스를 지켜라》 - 김 변호사 역
- 2011년~2012년 SBS 《내 딸 꽃님이》 - 푸른재활병원 원장 역
- 2011년~2012년 MBC 《빛과 그림자》
- 2012년 SBS 《부탁해요 캡틴》 - 김 이사 역
- 2012년 SBS 《옥탑방 왕세자》 - 유언장을 공표하는 남자 역
- 2012년 KBS 《각시탈》 - 박인삼 역
- 2012년 KBS 《별도 달도 따줄게》
- 2012년 SBS 《유령》 - 의사 역
- 2012년~2013년 MBC 《마의》
- 2012년~2013년 SBS 《드라마의 제왕》 - M방송 드라마 국장 역
- 2013년 JTBC 《더 이상은 못 참아》 - 세용 부 역
- 2013년 JTBC 《그녀의 신화》 - 의사 역
- 2013년 MBC 《메디컬 탑팀》 - 신경외과 의사 역
- 2014년 SBS 《별에서 온 그대》 - 정신건강의학과 의사 역
- 2014년 MBC 《왔다! 장보리》 - 패션그룹 '형지'의 이사 역
- 2014년 tvN 《꽃할배 수사대》 - 한설희의 아버지 역
- 2014년 KBS 《고양이는 있다》
- 2014년 SBS 《나만의 당신》
- 2014년~2015년 MBC 《전설의 마녀》 - 의사 역
- 2015년 KBS 《블러드》
- 2015년 MBC 《여왕의 꽃》
- 2015년 SBS 《달려라 장미》
- 2015년 SBS 《이혼변호사는 연애중》
- 2015년 SBS 《어머님은 내 며느리》
- 2015년 SBS 《심야식당》
- 2015년 SBS 《용팔이》
- 2015년~2016년 KBS 《우리집 꿀단지》
- 2015년~2016년 MBC 《내 딸, 금사월》
- 2015년~2016년 SBS 《애인 있어요》
- 2015년~2016년 KBS 《장사의 신 - 객주 2015》
- 2015년~2016년 MBC 《엄마》
- 2016년 SBS 《대박》
- 2016년 MBC 《옥중화》 - 포도대장 역
- 2016년 MBC 《몬스터》
- 2016년 KBS 《월계수 양복점 신사들》
- 2016년 KBS 《여자의 비밀》
- 2017년 MBC 《황금주머니》
- 2017년 SBS 《푸른 바다의 전설》
- 2017년 KBS 《이름 없는 여자》 - 김준명 역
- 2017년 KBS 《그 여자의 바다》
- 2017년 JTBC 《품위있는 그녀》
- 2017년 MBC 《도둑놈, 도둑님》
- 2017년 KBS 《아버지가 이상해》
- 2017년 KBS 《꽃 피어라 달순아!》
- 2018년 SBS 《나도 엄마야》
- 2018년 KBS 《파도야 파도야》
- 2018년 tvN 《백일의 낭군님》
- 2019년 KBS 《왼손잡이 아내》 - 병원장 역
- 2019년 KBS 《여름아 부탁해》 - 박 과장 역 - 금희의 주치의
- 2019년 SBS 《수상한 장모》- 오다진 회장네 집 주치의 역
- 2020년 SBS 《하이에나》- 판사 역
- 2020년 JTBC 《우아한 친구들》- 박도훈 교수 역
- 2022년 MBC 《비밀의 집》 - 장인환 교수 역
- 2024년 KBS 《스캔들》 - 사토 역